# Boots of Spanish Leather
Pistes de The Times They Are a-Changin'
Only a Pawn in Their Game When the Ship Comes In
Boots of Spanish Leather est une chanson de Bob Dylan, parue en 1964 sur son troisième album, The Times They Are a-Changin'.
Comme One Too Many Mornings, elle a pour cadre une relation amoureuse en train de disparaître, sous la forme d'un dialogue entre les deux amants. La bien-aimée du chanteur part pour l'Espagne et lui demande ce qu'il aimerait qu'elle lui rapporte, mais elle ne répond pas à ses preuves d'amour, se contentant de suggestions matérielles. Il finit par recevoir une lettre où elle lui dit ne pas savoir quand elle rentrera : « ça dépendra de mon humeur ». Il comprend et limite ses demandes à un simple objet, les « bottes espagnoles en cuir d'Espagne » du titre.

## Reprises
- Richie Havens sur l'album Electric Haven (1966)
- Joan Baez sur l'album Any Day Now (1968)
- Nanci Griffith sur l'album Other Voices, Other Rooms (1993)